# Кран
Вижте пояснителната страница за други значения на Кран.
Кранът е строително транспортна машина, състояща се от механизми и собствено задвижване, която може да се причисли към групата на подемните машини. Служи за повдигане, товарене и разтоварване на товари, на насипни материали или за обслужване на строежи, морски пристанища и железопътни гари със специфични потребности и фабрики. Посредством такива специализирани подемни машини се осъществява преместване на значителни разстояния и монтаж на сложни неразглобяеми съоръжения на недостъпни места. По конструкция съществува много голямо разнообразие и приложение намират различни видове кранове.
Общата инсталирана мощност достига до 1000 kW. Товароподемност – от 2,5 до 6300 kW, рядко до 10 000 kW. Режим а двигателите S3- повторно кратковременен режим, като при някои механизми достигат до 600 включвания в час. Категорията за електроснабдяването им зависи от технологичния процес. 
Принципът на работа на повечето видове кранове е сходен. Използват се различни видове противотежести, макари, лебедки, лостови системи, релсови системи, опори.